# Caius Atilius Regulus
Pour les articles homonymes, voir Atilius Regulus.
Caius Atilius Regulus est un homme politique de la République romaine. Il est le fils de Marcus Atilius Regulus (consul en 267 et 256 av. J.-C.) et le frère de Marcus Atilius Regulus (consul en 227 av. J.-C.).
En 225 av. J.-C., il est consul. Il arrive en Sardaigne avec deux légions, ne sachant pas encore si le soulèvement est toujours d'actualité.
Rappelé de Sardaigne pour faire face à une invasion gauloise, il débarque à Pise et marche vers le sud, il est rejoint à Télamon par Lucius Aemilius Papus.
Tandis que les deux cavaleries ennemies combattent sur une colline, dans la plaine les légions affrontent les Gésates et les Insubres. Les armées d'Atilius font face aux Boiens. Les chariots sont placés sur les flancs. Le consul Caius Atilius Regulus, commandant de la cavalerie, est tué et décapité, mais la cavalerie romaine bat les Gaulois. Ils enfoncent alors l'infanterie ennemie qui se défendait sur les flancs. Les Romains sont victorieux, les pertes gauloises se chiffrent à 40 000 et les prisonniers à 10 000. Parmi ces derniers, le roi gésate Concolitanus. L'autre roi, Aneorestus, se tue pour ne pas être pris.